# ألساندرو سافينا

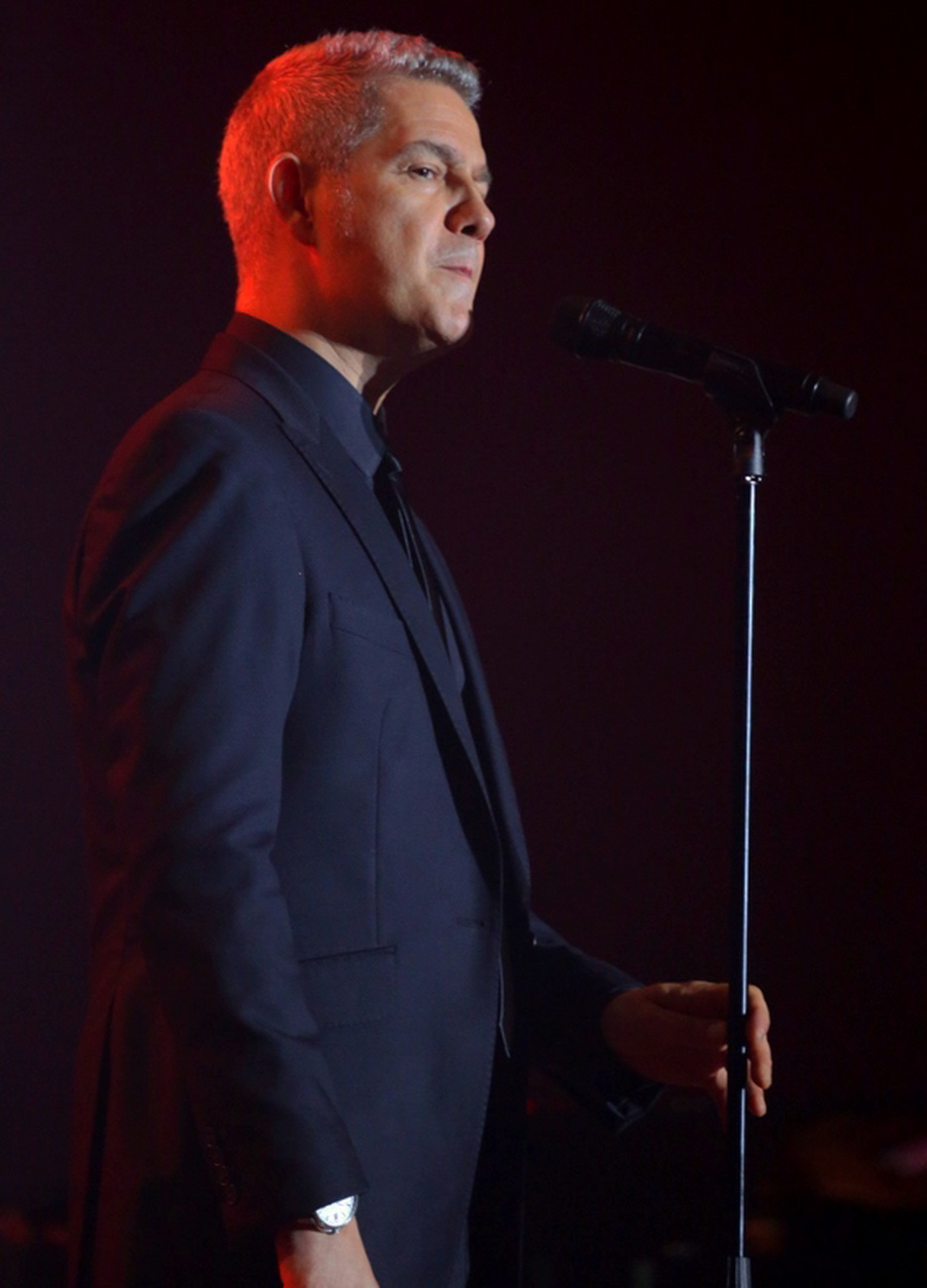
سافينا عام 2015 في بيروت

ألساندرو سافينا ( Alessandro Safina) (سيينا، 14 أكتوبر 1963). تونير إيطالي عرف بسلاسة وقوة صوته، وكذلك بحضوره الملفت على المسرح.
وجد سافينا نفسه شغوفا بالأوبرا منذ صغره، حيث درسته أمه تاريخ هذا الفن. وأراد والده أن يساعده، بعد أن رأى في ابنه الموهبة. في سن التاسعة قرر سافينا أن يكرس نفسه للأوبرا، وبالفعل قدم عروض أوبرا في أرجاء أوروبا، وشارك في عدد من الأوبرات مثل أوبرا لا بوهيمي، لبوشني ويوجين أفوجين ل تشايكوفسكي.
في بداية القرن الواحد والعشرين، بدأ سافينا بإدخال موسيقى البوب على أدائه الأوبرالي، ليخلق نوعاً من الموسيقى يصعب تصنيفه.
في أواخر سني مراهقته كان سافينا معجب بموسيقى البوب والروك، واسترعى اهتمامه العديد من الفرق الموسيقية، التي تقدم هذا النوع من الموسيقى مثل جينزيز، ذا كلاش، سمبيل مايند، ويو تو. وسعى لمزج هذه الموسيقى مع الأوبرا.
في تسعينيات القرن الماضي، اكتشف سافينا على يد المؤلف الموسيقي وعازف البيانو الإيطالي الشهير رومانو موسمارا، وسرعان ما بدأ الاثنان بإنشاء تسجيلات سويا، وفي محاولات سافينا لتحقيق حلمه بخلق «موسيقى بوب أوبرا»، ونتيجة محاولاته تلك؛ صدرت باكورة أعماله في سيبتمبر عام 2001.
في عام 2001 شارك سافينا بفيلم باز لورمان مولان روج حيث قام بإداء أغنية إلتون جون (أغنيتك)، مع الممثل إيوان ماكغريغر.
ظهر سافينا في فيلم «توسكا واثنين آخرين» مؤديا دور توسكا في أوبرا بوشني.

## إلبوماته
- ألساندرو سافينا (2001)
- جونتو آ تاي (2001)
- موزيكا دي تي (2003)
- إنسيمي أتي (2002)
- سافينا (2004)
- سونامي (2007)

## وصلات خارجية
- ألساندرو سافينا على موقع IMDb (الإنجليزية)
- ألساندرو سافينا على موقع ميوزك برينز (الإنجليزية)
- ألساندرو سافينا على موقع ديسكوغز (الإنجليزية)

موقع أليساندرو سافينا